# Phyllodactylus tuberculosus
Phyllodactylus tuberculosus este o specie de șopârle din genul Phyllodactylus, familia Gekkonidae, descrisă de Wiegmann 1834.

## Subspecii
Această specie cuprinde următoarele subspecii:
- P. t. ingeri
- P. t. magnus
- P. t. saxatilis
- P. t. tuberculosus